# Execução fiscal
Execução fiscal é o procedimento que a Administração Tributária brasileira utiliza para a cobrança judicial dos créditos públicos inscritos em dívida ativa.
A inscrição em dívida ativa é um controle prévio de legalidade da dívida, que torna o débito apto à cobrança. Os créditos da dívida ativa prescrevem em 5 anos. O procedimento é regulado pela Lei 6.830/1980.
Na execução fiscal da Dívida Ativa da União, a representação cabe à Procuradoria-Geral da Fazenda Nacional.
Garantias e Privilégios do Crédito Tributário
O Código Tributário Nacional prevê garantias e preferências ao pagamento do crédito tributário, dentre elas a presunção de fraude na alienação ou oneração de bens ou rendas por sujeito passivo com inscrição em dívida ativa, salvo se o devedor tiver reservado bens ou rendas suficientes para o total pagamento da dívida inscrita.
O executado será citado para, no prazo de 5 (cinco) dias, pagar a dívida com os juros e multa de mora e encargos indicados na Certidão de Dívida Ativa, ou garantir a execução.
Não indicados os bens, podem ocorrer penhoras de créditos on-line, a penhora de faturamento da empresa, a penhora de ações, de imóveis, de veículos, etc., exceto o único imóvel que serve de residência do indivíduo por se tratar de um bem de família, nem outros bens que a lei considera impenhoráveis.
Para fins de impugnar a execução, o contribuinte pode, ajuizar nova ação denominada de embargos do devedor, desde que ocorra previamente penhora ou depósito suficiente para garantir o valor do crédito cobrado.